# Philipp Lersch

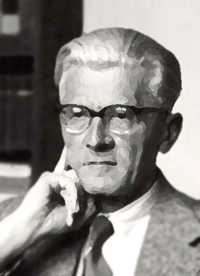
Philipp Lersch

Philipp Lersch (* 4. April 1898 in München; † 15. März 1972 ebenda) war ein deutscher Psychologe. Lersch zählte seit Anfang der 1930er Jahre bis zu seinem Lebensende zu den führenden Vertretern der deutschen Ausdruckspsychologie. (Zysk, W., 2002)

## Leben und Wirken
Philipp Lersch studierte an der Ludwig-Maximilians-Universität München Literaturgeschichte, Psychologie und Philosophie. Er schloss sein Studium im Jahre 1923 mit einer Dissertation im Fach Literaturgeschichte ab. Diese Arbeit trug den Titel Traum in der deutschen Romantik. In den Jahren 1925 bis 1933 arbeitete Lersch unter Max Simoneit am Psychologischen Laboratorium des Reichswehrministeriums an der Ausarbeitung charakterologischer Eignungstests für Offiziersbewerber mit. Ergebnis seiner charakterologischen Auslesearbeit ist seine 1932 publizierte Habilitationsschrift Gesicht und Seele. Ab den 1930er Jahren wirkte Lersch zugleich an der TH Dresden, an der er Aufnahmeprüfungen für Lehramtsstudenten erarbeitete. Diesbezüglich wertete Lersch 1934 seine Erfahrungen mit den Lehramtsbewerbern in der Zeitschrift Die Höhere Schule aus, die er in Beziehung zur gegenwärtigen politischen Situation setzte:
Es dringt immer mehr in das Kulturbewußtsein der deutschen Gegenwart ein, daß der Prozeß der inneren Umgestaltung unseres Volkes in erster Linie eine Aufgabe der Jugenderziehung bedeutet. Als Leitbild dieser pädagogischen Neuorientierung läßt sich eine Auffassung vom deutschen Menschen erkennen, die – neben den inhaltlichen Merkmalen einer soldatisch-politischen Lebenshaltung – den allgemeinen Grundzug organischer Ganzheitlichkeit an sich trägt (Lersch 1934, S. 298).
Ebenfalls 1934 schrieb Lersch, es gebe „geborene Herrenmenschen“ mit einem „Willen zur Macht“, einem „selbstverständlichen Herrschaftsanspruch“, deren Gegenteil der „dienende Charaktertyp“ sei, der durch Unterwürfigkeit seine „eigene Wertminderheit“ betone. Lersch trat nie der NSDAP bei, trug nach dem Wahlsieg der Nationalsozialisten in Deutschland aber deren Ziele mit. 1933 unterzeichnete er das Bekenntnis der Professoren an den deutschen Universitäten und Hochschulen zu Adolf Hitler. Im Jahr 1937 übernahm er den neueingerichteten Lehrstuhl für Psychologie in Breslau. Zwei Jahre später wechselte er auf den Leipziger Lehrstuhl von Felix Krueger, dem Begründer der zweiten Leipziger Schule. 1938 veröffentlichte Lersch sein bekanntestes Werk Der Aufbau des Charakters (ab 1950 unter dem Titel Aufbau der Person), das bis 1970 in elf Auflagen erschien.
Im Dezember des Jahres 1941 trat Lersch auf einer Veranstaltung der Universität Leipzig öffentlich für das Euthanasieprogramm der Nationalsozialisten ein. Die Rede war gegen den Münsteraner Kardinal von Galen gerichtet, der gegen die Euthanasie predigte. In seinem Vortrag konstatierte er zum Verhältnis von Erziehung und erbbiologischer Auslese:
Wenn nun die tatsächliche Macht der Vererbung gezeigt hat, daß der hemmenden Einwirkung der Erziehung Grenzen gesetzt sind, so tritt dort, wo die Grenzen liegen, an die Stelle der Erziehung ein neues Recht, den Eintritt minderwertiger Anlagen – körperlicher Krankheiten, geistiger, seelischer, sittlicher, sozialer Minderwertigkeiten – in den Erbgang zu verhindern, also die Träger minderwertiger Erbanlagen von der Fortpflanzung auszuschließen (Lersch 1942, S. 38).
Nicht zuletzt diese Rede führte in der Nachkriegszeit in Deutschland 1948 zu einem Spruchkammerverfahren gegen Lersch. Es endete mit seiner Einstufung als Mitläufer. Der Spruch ermöglichte ihm, die 1942 angetretene Psychologieprofessur an der Universität München bis 1966 ungehindert fortzusetzen. Sein Nachfolger auf dem Münchner Lehrstuhl wurde Kurt Müller. Von 1954 bis 1955 war Lersch Präsident der Deutschen Gesellschaft für Psychologie. Im Jahr 1941 wurde er zum Mitglied der Leopoldina gewählt. Seit 1942 war er korrespondierendes Mitglied der Sächsischen Akademie der Wissenschaften und seit 1944 ordentliches Mitglied der Bayerischen Akademie der Wissenschaften.

## Das psychologische Werk
Lerschs Schriften sind von der Ganzheitspsychologie der 1920er Jahre geprägt. Er orientierte sich in seinem Ansatz vor allem an der verstehenden Psychologie von Wilhelm Dilthey. Lersch sah den Willen als die wichtigste Instanz den Gefühlen (endothyme Erlebnisse) gegenüber. Der Wille wird bei Lersch einem höheren Ziel untergeordnet. Tugenden wie Entschlusskraft, Selbstständigkeit und innere Willenshaltung würden sich erst dann voll entfalten, wenn die eigenen Bedürfnisse unterdrückt und körperliche Strapazen ertragen würden. Positive Formen innerer Willenshaltung seien Selbstbeherrschung, Selbstdisziplin, Selbstzucht, Strenge gegen sich selbst und Selbsterziehung. (Aufbau der Person, 1970). Alles sollte einem Ganzen untergeordnet werden, was in der NS-Zeit als Unterordnung unter die Volksgemeinschaft verstanden wurde. In Der Aufbau des Charakters bezieht sich Lersch hinsichtlich der Entschlussfähigkeit, als eine Teilakte des seelischen Gesamtvorganges, auf Adolf Hitlers Mein Kampf. Lersch konstatierte:
Die genetische Frage, also die Frage, wieweit eine Charaktereigenschaft anlagemäßig gegeben und wieweit sie erworben bzw. anerzogen werden kann, ist gerade die Entschlußfähigkeit von besonderer Bedeutung und zwar im Hinblick auf die Erziehungsziele, die A d o l f  H i t l e r  dem deutschen Volk gegeben hat: 'Von höchster Wichtigkeit ist die Ausbildung der Willens- und Entschlußfähigkeit sowie die Pflege der Verantwortungsfreudigkeit.' 'Die deutsche Erziehung vor dem Kriege war mit außerordentlich vielen Schwächen behaftet. Sie war in sehr einseitiger Weise auf Anzüchtigung von reinem 'Wissen' zugeschnitten und wenig auf das 'Können' eingestellt. Noch weniger Wert wurde auf die Ausbildung des Charakters des einzelnen gelegt – soweit diese überhaupt möglich –, ganz wenig auf die Förderung der Verantwortungsfreudigkeit und gar nicht auf die Erziehung des Willens und der Entschlußkraft.' Es ist keine Frage, daß Entschlußfähigkeit – wenigstens bis zu einem gewissen Grade – erworben bzw. anerzogen werden kann. Jedenfalls hat eine Erziehung, die dem Menschen die Verantwortung, die Mühe der Entscheidung und das Risiko des persönlichen Einsatzes abnimmt, erfahrungsgemäß weniger Aussicht ihn entschlußfähig zu machen, als eine Erziehung, die ihn unter Zwang stellt, ohne Hilfestellung von außen sich zu entscheiden und Verantwortung zu übernehmen (Lersch 1942, S. 233).

## Schriften
- Gesicht und Seele. Grundlinien einer mimischen Diagnostik. Reinhardt, München 1932.4
- Lebensphilosophie der Gegenwart. (= Philosophische Forschungsberichte, Heft 14). Berlin, Junker und Dünnhaupt, 1932, 98 Seiten
- Das Problem einer charakterologischen Auslese für das Höhere Lehramt, in: Die Höhere Schule 1934, S. 298–305
- Der Aufbau des Charakters. Johann Ambrosius Barth Verlag, Leipzig 1938 und 1941 (zweite, umgearbeitete und erweiterte Auflage)
- Das Problem der Vererbung des Seelischen. J. A. Barth, Leipzig 1942.
- Sprache als Freiheit und Verhängnis. München 1947.
- Der Mensch in der Gegenwart. Ernst Reinhardt Verlag, München/Basel 1947, 2. Aufl. 1955
- Aufbau der Person. 11. Aufl., J. A. Barth, München 1970.